# بردة (حجاب)

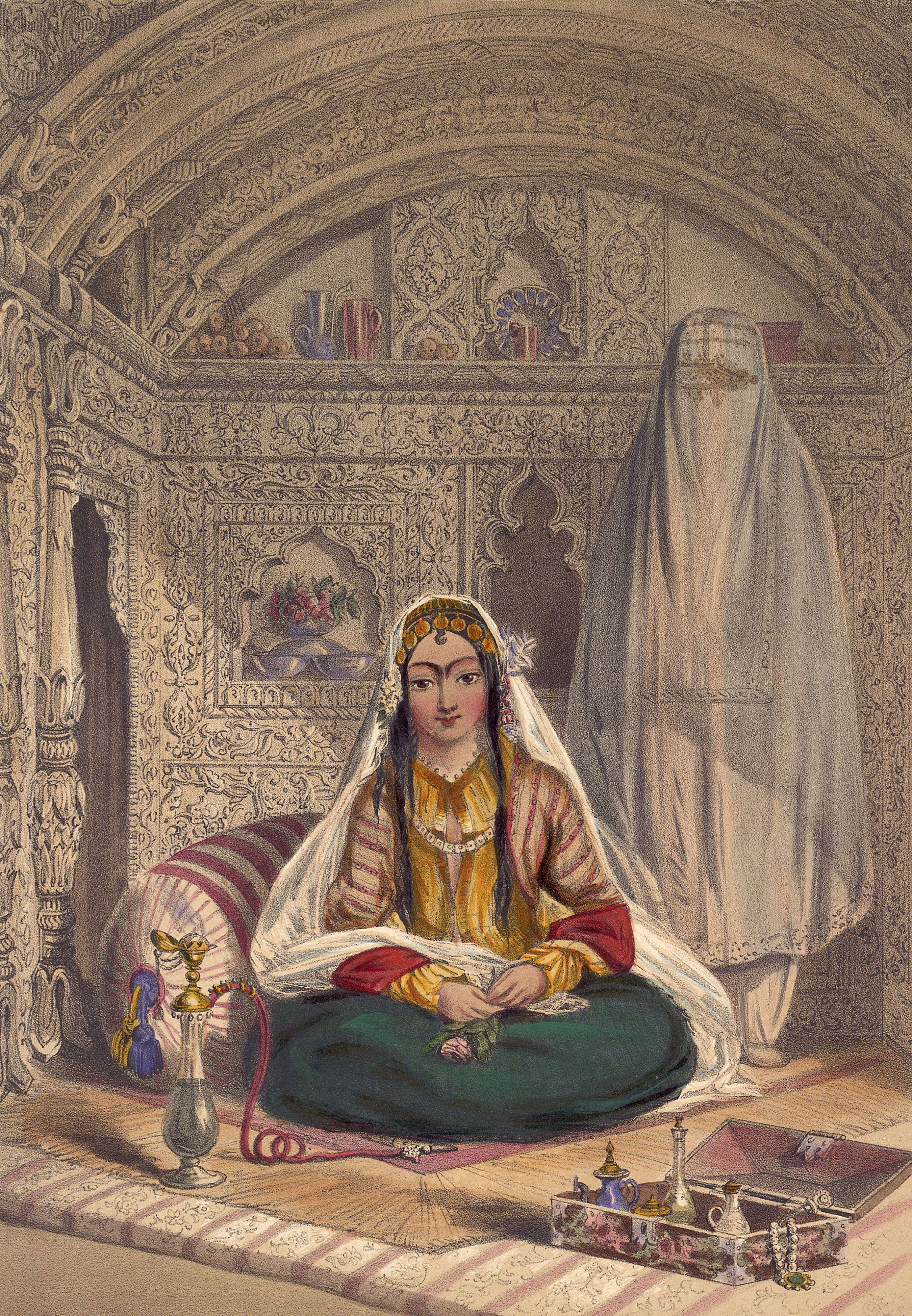
سيدات كاوبول (طبعة حجرية من عام 1848، من تصميم جيمس راتراي) تظهر رفع الحجاب في مناطق زينانا - مجموعة المكتب الشرقي والهندي، المكتبة البريطانية.

البردة (من الهندية-الأردية پردہ، पर्दा ، وتعني "ستارة") هي ممارسة دينية واجتماعية في الهند للفصل بين الجنسين وهي شائعة بين بعض المجتمعات الإسلامية في الهند والهندوسية. حيث تُلزم المرأة بستر جسدها. يمكن الإشارة إلى المرأة التي تمارس حجاب البردة باسم بردنشين. يُستخدم مصطلح "البُردة purdah" أيضًا في اللغة الإنجليزية كاستعارة لوصف ممارسات مثل حساسية فترة ما قبل الانتخابات [الإنجليزية] التي تحدث في الأسابيع التي تسبق الانتخابات العامة أو الاستفتاء.
كانت هذه الممارسة موجودة بين الجماعات الدينية في الهند الكبير (الهند، باكستان، بنغلاديش) منذ العصور القديمة ولم تتغير مع انتشار الإسلام. بحلول القرن التاسع عشر، أصبح الحجاب أمرًا معتادًا بين النخب الهندوسية. لم يكن الحجاب تقليديًا من نصيب النساء من الطبقة الدنيا.
ويتم أيضًا تحقيق الفصل المادي داخل المباني من خلال الجدران أو الستائر أو الشاشات. يُرتدى أحيانًا مع البُردة ثوب يُسمى البرقع، والذي قد يتضمن أو لا يتضمن اليشمق، وهو حجاب لإخفاء الوجه. قد تكون العيون مكشوفة وقد لا تكون.
النساء الهندوسيات المتزوجات في أجزاء من شمال الهند يمارسن الحجاب، مع ارتداء بعض النساء للغونغات في وجود أقارب ذكور أكبر سنًّا من جانب أزواجهن؛ وتمارس النساء المسلمات الحجاب من خلال ارتداء البرقع.

### الحركات النسائية

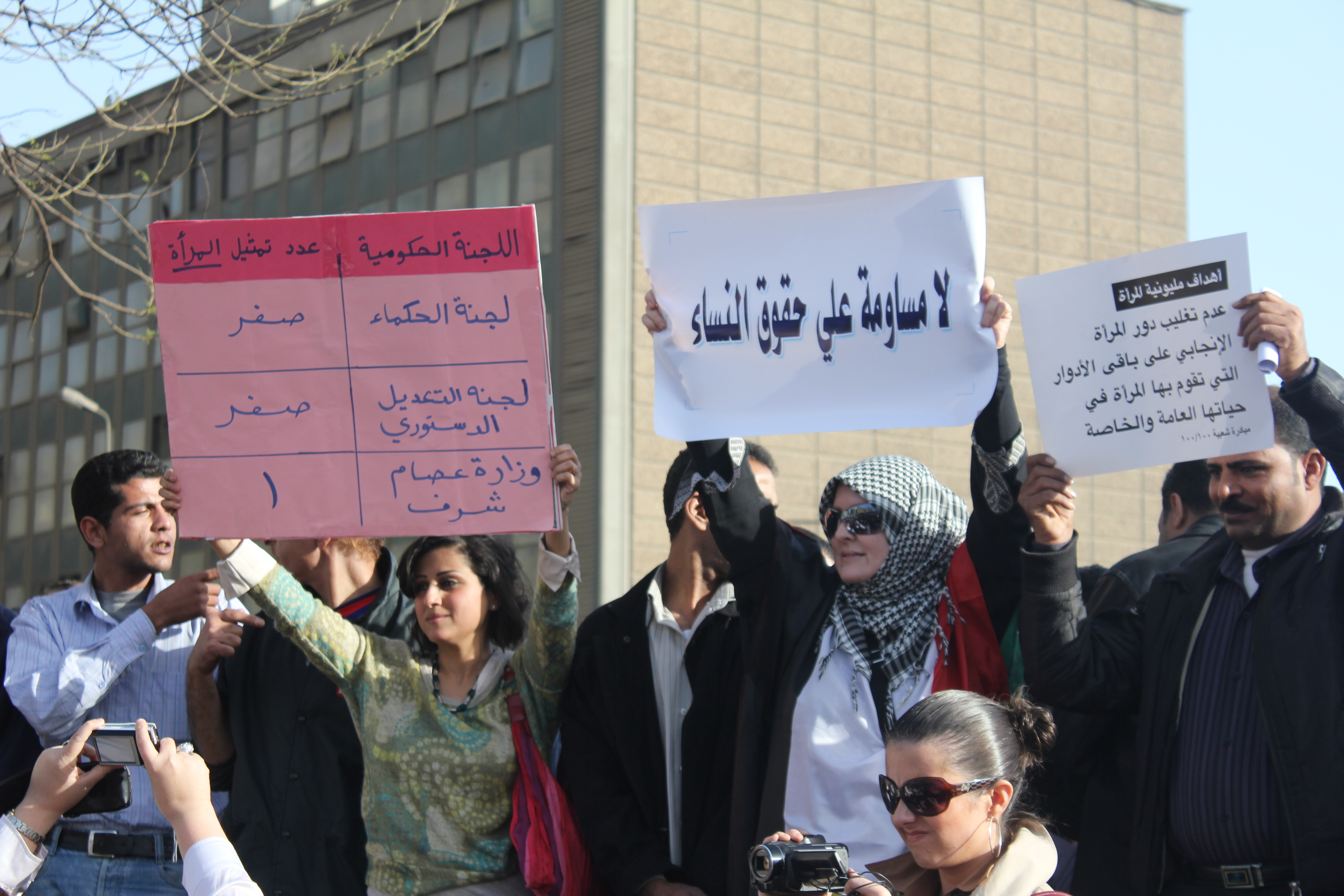
احتجاجا على عدم تمثيل المرأة

وقد انخرطت النساء المتأثرات بالفكر الغربي في جهود تهدف إلى إلغاء تحدي الخحاب باعتباره عدم مساواة بين الجنسين. على سبيل المثال، قامت النساء في باكستان بتنظيم نقابات عمالية ومحاولة ممارسة حقهن في التصويت والتأثير على عملية صنع القرار. ومع ذلك، اتهمت نساء أخرى هذه الحركات بالوقوع في فخ التأثير التغريبي والتخلي عن التقاليد والتراث المحلي.
في البنغال، يعود تاريخ النشاط النسوي إلى القرن التاسع عشر. على سبيل المثال، لعبت بيجوم رقية وفايزونيسا شودوراني دورًا مهمًا في تقليص وإلغاء الحجاب من حياة المرأة المسلمة البنغالية.

## فهرس
- عليبهاي براون، ياسمين. رفض الحجاب: (استفزازات). المملكة المتحدة، دار نشر بايتباك، 2014.

## قراءة إضافية
- Bauman، Chad M (2008). "Redeeming Indian" Christian" Womanhood?: Missionaries, Dalits, and Agency in Colonial India". Journal of Feminist Studies in Religion. ج. 24 ع. 2: 5–27. DOI:10.2979/fsr.2008.24.2.5. S2CID:28184461. مؤرشف من الأصل في 2024-04-11.
- Dr. Anuj. The Neo Purdah System Culture. The Neo - Purdah System Cult
- Chowdhry, Prem. The veiled women: Shifting gender equations in rural Haryana, 1880–1990 (Delhi: Oxford University Press, 1994)
- Lamb, Sarah. White saris and sweet mangoes: Aging, gender, and body in North India (Univ of California Press, 2000)
- Minturn, Leigh. Sita's daughters: Coming out of purdah: The Rajput women of Khalapur revisited (Oxford University Press, 1993)
- Nanda, Bal Ram, ed. Indian Women: From Purdah to Modernity (Stosius Incorporated/Advent Books Division, 1990.)
- Vyas, Sugandha Rawat, and Pradeep Kumar. "From Sultanate Period Till Date: An Estimate Of Role and Status of Muslim Women in India." Journal of Indian Research (2014) 2#3 pp: 9–14.

### الفهرس
- جونسون، هيلين. "البردة" في كتاب إليانور ب. أميكو، المحرر. دليل القراء لدراسات المرأة (1998) ص 484-5